# 伊法納迪亞納區
伊法納迪亞納區，是馬達加斯加的行政區，位於該國東部，由法土法韋-非圖韋那尼區負責管轄，首府設於伊法納迪亞納，面積3,958平方公里，2011年人口146,177人，人口密度每平方公里37人。